# 프랑크 타바누
프랑크 파스칼 폴 타바누 (Franck Pascal Paul Tabanou, 1989년 1월 30일 ~ )는 프랑스의 축구 선수로, 포지션은 레프트 백이다.